# هناء سمري
هناء سمري إعلامية مصرية، ولدت في القاهرة في (11 نوفمبر من عام 1968 -) تخرجت في كلية الإعلام جامعة القاهرة قسم الإذاعة والتليفزيون عام 1990، والتحقت في أواخر نفس العام للعمل بالاذاعه المصرية كمحرره ومترجمة في قسم الأخبار السياسية، أصبحت مقدمة لأحد البرامج السياسية الإذاعية واسمه الجريدة الناطقة، ثم عملت مراسلة للإذاعة في رئاسة الجمهورية في عام 1993.

## العمل فيالتليفزيون
في عام 1996 عملت مراسلة في التليفزيون المصري، ثم لاحقًا قارئة لنشرات الأخبار ومقدمة لبرنامج صباح الخير يا مصر.

## برنامج 48 ساعة
انتقلت من التليفزيون المصري في أواخرعام 2008 لتقدم برنامج توك شو أسبوعي بعنوان 48 ساعة علي قناة المحور مع الصحفي سيد علي. وعلي مدار ساعات طويلة من التغطية لأحداث ويوميات ثوره 25 يناير ثار قدر كبير من الجدل حول مواقف البرنامج وقناة المحور من الثورة، وذلك بسبب الحديث عن اتهام الناشطين بالتمويل الأجنبي، وهو الأمر الذي أدي إلي وقف البرنامج لفترة ثلاثة شهور. وابتعدت هناء سمري عن المشهد الإعلامي لفترة بعد ذلك.